# Копан (монастырь)
Копа́н — тибетский буддийский монастырь школы гелуг в Непале, ассоциированный с международным Фондом поддержания махаянской традиции и одно время бывший его штаб-квартирой. Он расположен на вершине холма Копан в предместьях Катманду, неподалёку от ступы Боднатх.

## История
Монастырь был основан ламами Тубтен Еше и Тубтен Сопа Ринпоче, которые выкупили землю у непальского королевского астролога в 1969 году. В настоящее время название «Копан» объединяет два монастырских комплекса: собственно монастырь Копан, расположенный на вершине холма Копан, и женский монастырь Кхачо-Гхакьил-Линг, который находится неподалёку. На сегодняшний день здесь живут и учатся более 700 монахов и монахинь, в основном из Тибета и высокогорных районов Непала.
Монастырь Копан особенно известен преподаванием буддизма иностранцам. Первый месячный курс медитации был проведён в 1971 году. С тех пор сотни европейцев приезжает в Копан в течение всего года. Эти курсы объединяют традиционные учения по ламриму, неформальные обсуждения, медитации и вегетарианскую диету. Курсы продолжительностью 7-10 дней проводятся в среднем раз в 2 месяца. Руководитель курса и тибетские ламы монастыря проводят также индивидуальные консультации. Курсы обычно сопровождаются интенсивным 3-х дневным медитативным погружением под руководством опытных мастеров.
Более 40 лет настоятелем монастыря оставался лама Лхундруб. После его смерти в 2011 году новым настоятелем с благословения Сопы Ринпоче был назначен геше Чоньи.

## Галерея
|  |  |  |  |